# آرامگاه حزقیال
از نظر یهودیان و مسلمانان مقبره حزقیال، واقع در کفل عراق، مقبره حزقیال پیامبر کتاب مقدس است. در حالی که این سایت قدیمی‌ترین و مهمترین سایت مذهبی یهودیان در عراق است. امروز بخشی از مجموعه مسجد نخیله را تشکیل می‌دهد.

## شرح

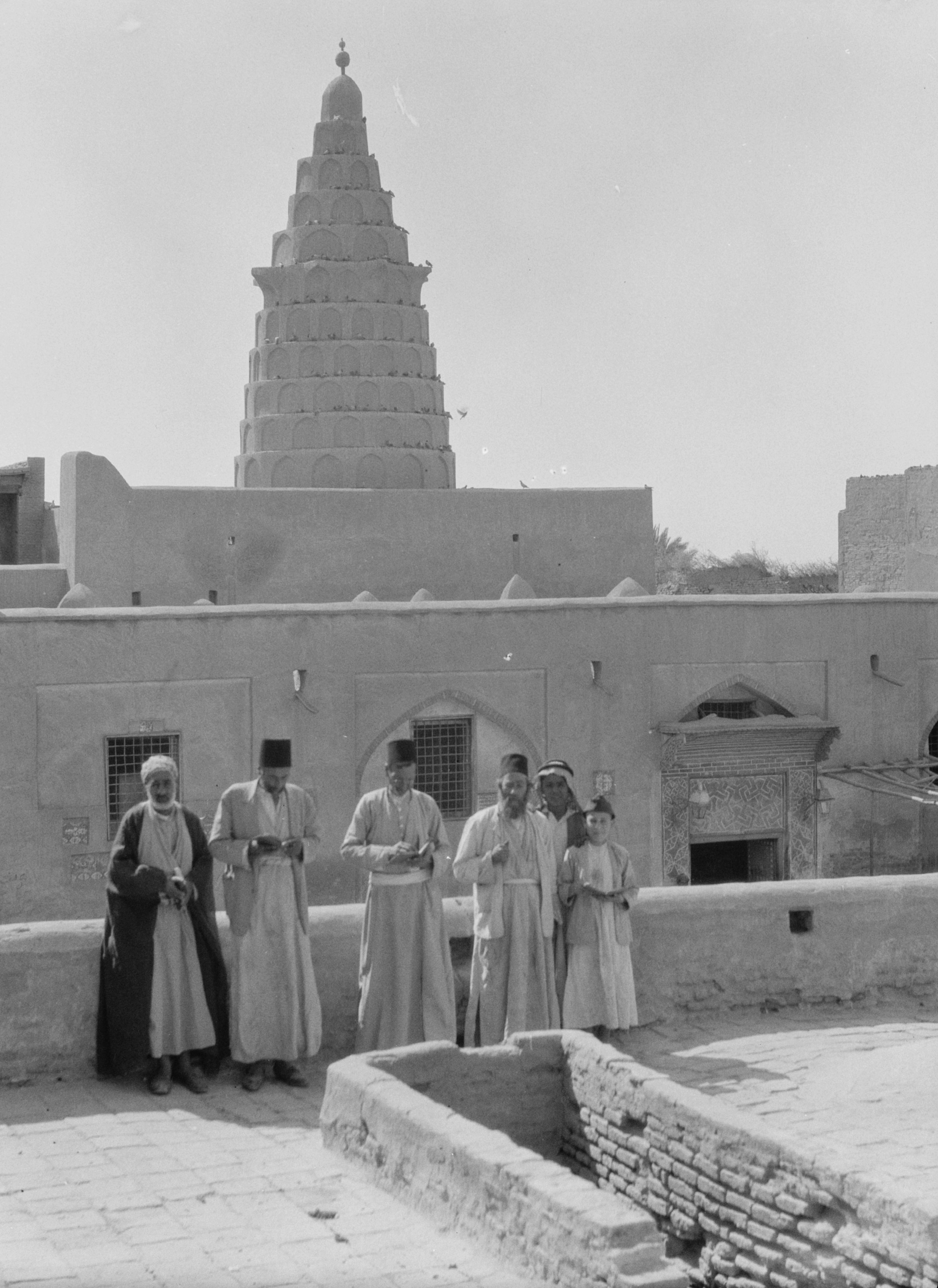
یهودیان در مقبره، ۱۹۳۲

طبق متن خاخام قرن هشتم Pirkei De-Rabbi Eliezer، حزقیال در بابل به خاک سپرده شد و اولین بار ذکر مقبره وی توسط حکیم قرن ۱۰ قرن قبل، شریرا گائون انجام شده‌است. از آن زمان مشهور بود که یهودیان بابلی از این مقبره بازدید می‌کردند و تنها در قرن دوازدهم میلادی مسلمانان شروع به ارتباط این مکان با یک پیامبر قرآنی کردند. کاوشگر قرون وسطایی پتاچیا در حدود سال ۱۱۸۰ گزارش داد که یهودیان کلیدهای محل را در دست داشتند و گزارش می‌دهد که بین ۶۰٬۰۰۰ تا ۸۰٬۰۰۰ یهودی در هفته برای جشن سایه‌بان‌ها در مقبره جمع شدند. بنیامین تطیلی چندین کنیسه را در این مکان ذکر کرد و خاطرنشان کرد که افراد مشهور مسلمان نیز برای نماز به مکان مورد نظر مراجعه می‌کنند.
در سال ۱۸۶۰، هنگامی که مسلمانان سعی در کنترل منطقه داشتند، مقبره محل اختلاف شد. کنسول انگلیس در بغداد تلاش کرد تا مسئله مالکیت را حل کند و نوشت که یهودیان ادعا کردند که «مقبره بیش از ۲۰۰۰ سال در اختیار آنها بوده‌است و حق آنها بر آن قبلاً زیر سؤال نرفته‌است». با مداخله انجمن یهودی-انگلیسی، یک فرستاده دولتی از قسطنطنیه تصمیم به نفع یهودیان گرفت. در آغاز قرن بیستم، دانشنامه خلیج فارس، عمان و عربستان مرکزی اظهار داشت که مقبره «بیشتر مورد احترام یهودیان است تا مورد توجه محمدیان باشد».
تا اواسط قرن بیستم، بیش از ۵۰۰۰ یهودی در هنگام عید پسح از بغداد و سایر شهرهای بزرگ به زیارت مقبره می‌آمدند. در این دوره، دیوارهای مقبره حاوی کتیبه‌های مختلف بود. یک اتاق مجاور شامل پنج مقبره بود که گفته می‌شود متعلق به پنج گائونیم است. از اتاق دیگر به عنوان "غار الیاس" یاد می‌شد و در اتاق سوم مقبره‌های متعلق به خانواده دانیال بغداد از متولیان محلی بود. روی یک پلاک عبری بالای در ورودی متعلق به سال ۱۸۱۰ نوشته شده‌است «این آرامگاه استاد ما Yehezkel پیامبر، پسر Buzi the Kohen است، که شایستگی او سپر ما و همه اسرائیل است. آمین.»
پس از سقوط صدام حسین در سال ۲۰۰۳، مقامات مجتمع آرامگاه را دوباره آباد کردند و صحن کنیسه قدیمی را به یک صحن برای برگزاری نماز مسلمان تبدیل کردند. برخی از کتیبه‌های یهودی از محوطه آرامگاه برداشته شد و آیات قرآن جایگزین آنها شد. مسجد بزرگ جدید النخیله در حال حاضر ساختار مقبره را در بر می‌گیرد. مسلمانان معتقدند که این مقبره مربوط به پیامبر اسلامی ذوالکفلاست که اغلب او را به نام حزقیال می‌شناسند.
بر روی دیوارهای داخل بنا خط عبری در زیر گنبدی با طرح‌های گل‌های اسلامی قرون وسطایی ظاهر می‌شود.
این سایت تحت کنترل صدام حسین محافظت می‌شد. در سال ۲۰۲۰ کنیسه کنار مقبره حزقیال در حال ساخت مسجد است.
یک ساختار اضافی نیز که به عنوان یک مقبره احتمالی برای حزقیال شناخته شده‌است را می‌توان در دزفول، ایران یافت.